# Fischertor (Schweinfurt)

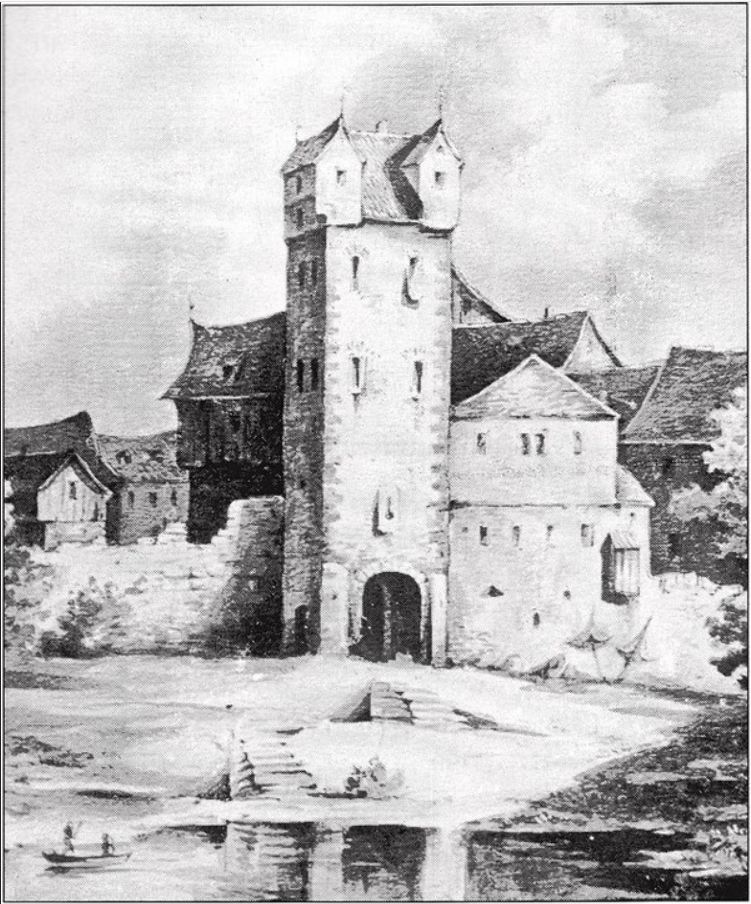
Fischertor, rechts mit Schlachthaus,
am Fischerviertel Fischerrain, am Main

Fischertor, auch Fischerpforte oder Maintor, ist der Name eines einstigen Stadttors in Schweinfurt. Das Tor, ohne den darüberliegenden Turm, der 1853 abgetragen wurde, ist der einzig verbliebene Torbogen der insgesamt, mit inneren Toren, acht Schweinfurter Stadttore. Er dient als Durchgang unter den Bahngleisen von der Altstadt zur Gutermann-Promenade am Main.

## Übersicht der Schweinfurter Stadttore
Die Reichsstadt Schweinfurt besaß nach der Stadterweiterung im 15. Jahrhundert (siehe: Altstadt, Stadterweiterung) und dem Abbruch zweier dadurch unnötig gewordener, innerer Tore fünf Stadttore. Vom Süden am Main beginnend waren das (gegen den Uhrzeigersinn) Brückentor, Mühltor, Obertor, Spitaltor und Fischertor. Dazu kam als sechstes Tor später noch das Neutor. Alle Tore wurden im 19. Jahrhundert abgerissen.

## Lage

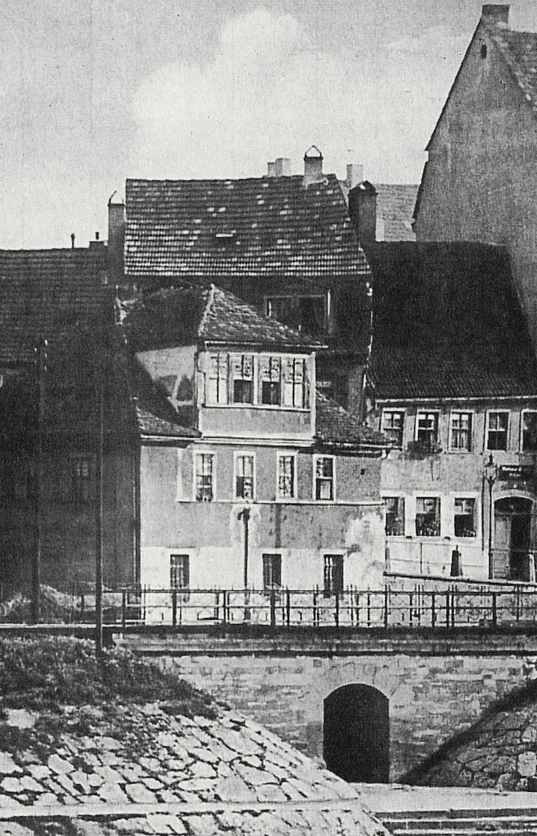
Bahnunterführung im Jahre 1905 mit Schlachthaus ohne Fischertor

Das Fischertor stand am Mainufer, zwischen zwei Quartieren der Schweinfurter Altstadt, dem Fischerrain und dem Ehemaligen Gewerbeviertel. Es lag unweit der heutigen Straßengabelung Fischerrain/Rusterberg. Das Tor befand sich an der Stelle der heutigen Fußgänger-Bahnunterführung zum Main, auf Höhe des nördlichen Bahngleises. Das Fischertor war über Eck an das nordöstlich gelegene Schlachthaus angebaut.

## Geschichte
Das Fischertor wurde im Zweiten Markgrafenkrieg 1554 beschädigt und 1556 wiederhergestellt. 1853 wurde das Tor im Zuge der Verlängerung der Ludwigs-Westbahn vom Stadtbahnhof nach Würzburg abgetragen, bis auf den Torbogen, der bis heute als Fußgängerunterführung an den Bahngleisen dient. Das unmittelbar nördlich der beiden Bahngleise liegende Schlachthaus wurde erst später abgebrochen, auf dem rechten Foto von 1905 ist es noch zu sehen.

## Beschreibung
Das Fischertor hatte einen viergeschossigen Turm mit Schlaguhr. Es wurde vom im Turm wohnenden Wächter abends geschlossen und morgens wieder geöffnet. Waren durften, im Gegensatz zu den anderen Schweinfurter Stadttoren, nicht ein- oder ausgeführt werden, weil hier kein Zoll erhoben wurde. Da das Sondertor hauptsächlich, wie sein Name sagt, dem Ein- und Ausgang der Schweinfurter Fischer diente.